# ア・ニュー・デイ・ハズ・カム
『ア・ニュー・デイ・ハズ・カム』（原題:A New Day Has Come=新しい日は来る）は、セリーヌ・ディオンのアルバム。2年間の出産休業からの復帰作となった。2002年3月25日発売。ディオンの通算28枚目、英語盤では9枚目のアルバム。またDVD付限定版（日本未発売）には2曲のDVD-Audioと、2つのビデオが収録されたボーナスDVDが付属していた。
発売から6年後の2008年、オリジナルCDに加えアルバム全シングルのPVとアルバムのメイキングが収録されたDVD付きでレガシー・エディションとして再リリースされた。また同時期には新パッケージとしてセリーヌ・ディオンの過去のアルバム2枚と共に3枚組CD『レッツ・トーク・アバウト・ラヴ / フォーリング・イントゥ・ユー / ア・ニュー・デイ・ハズ・カム』（日本未発売）が発売された。

## アルバム概要
このアルバムのハイライトはグレン・ミラーの「アット・ラスト」やナット・キング・コールの「ネイチャー・ボーイ」をディオンがエタ・ジェイムス風の歌い方をしていることである。
「ザ・グレイテスト・リウォード」はフランスのミュージカル、十戒で使われている「L'envie d'aimer」のアレンジであり、元々はミュージカルでモーセを演ずるダニエル・レビによって翻訳され、フランス人歌手パスカル・オビスポによって共同で書き上げられた。その他「テン・デイズ」はGerald De Palmasによるフランス語ヒット曲「Tomber」の英語アレンジである。また「アウン・エクシステ・アモール」も1991年のディオンのアルバム『フランス物語』に収録されている「愛はここに」のスペイン語バージョンである。
このアルバムからのシングルはタイトルトラックである「ア・ニュー・デイ・ハズ・カム」や、映画「スチュアート・リトル2」の主題歌になった「アイム・アライヴ」などかある。その他通常のシングルとしては最後のリリースとなった「グッドバイズ（ザ・サッデスト・ワード）」はシャナイア・トゥエインがバックボーカルとして参加している。その後2002年12月9日にリリースされた「アット・ラスト」はアメリカ国内でのみのラジオシングルとしてのリリースとなった。ラジオシングルとしてリリースされ、ミュージックビデオなどは一切制作されなかったなかったにもかかわらず、ビルボードのホット・アダルト・コンテンポラリー・トラックでの最高第16位に達した。
「スーパー・ラヴ」はヨーロッパ、オーストラリア、アジア、日本版にのみ収録されていて、本国カナダやアメリカでは未発表曲である。
2002年4月7日にアメリカCBSの1時間枠で放送されたこのアルバムの特集番組においてディオンは、アルバム曲のほか「エモーション/ホウェン・ザ・ロング・ワン・ラヴズ・ユー・ライト」と「ビューティー・アンド・ザ・ビースト〜美女と野獣」の2曲をそれぞれデスティニーズ・チャイルド、ブライアン・マックナイトとデュエットした。
2002年5月23日にはセリーヌ・ディオンはシェール、シャキーラ、メアリー・J. ブライジ、アナスタシア、ディクシー・チックス、シンディ・ローパー、スティーヴィー・ニックス、ホイットニー・ヒューストンと共にVH1 Divas Las Vegasに参加し、「ア・ニュー・デイ・ハズ・カム」、「アイム・アライヴ」、「好きにならずにいられない」やアナスタシアとのデュエットでAC/DCの「狂った夜」などを歌った。
2002年11月19日にはボーナスDVDが付いた特別限定版が発売され（日本未発売）、DVDには当時未発表曲であった「クダ・ウダ・シュダ」(後にアルバム、ワン・ハートに収録)と「オール・ビコーズ・オブ・ユー」（後にヨーロッパでシングル「グッドバイズ（ザ・サッデスト・ワード）」のカップリングとして収録）がDVD-Audioとして収録されたほか、「アイム・アライヴ」のPVやディオンのラスベガスショーA New Day...の予告編が収録された。その限定版のうちアメリカ国内版のCDでは「ザ・グレイテスト・リウォード」はオリジナルバージョン（3:28）ではなくロングバージョン（4:04）が収録されている。この特別限定版リリースの影響でアルバムのランキングは各国で軒並み上昇した。
また「ハヴ・ユー・エヴァー・ビーン・イン・ラヴ」と「ソーリー・フォー・ラヴ」バラードバージョンはディオンの次のアルバム「ワン・ハート」にも収録されている。その際に「ハヴ・ユー・エヴァー・ビーン・イン・ラヴ」はシングルリリースされた。
2003年2月にセリーヌ・ディオンはこのアルバムでアメリカン・ミュージック・アワードのアダルト・コンテンポラリー部門を受賞。
「アイ・サレンダー」はシングル曲とはなっていないが世界中のテレビ歌唱コンテストで課題曲として使用され、「アメリカンアイドル」でケリー・クラークソンとアントニー・フェドロフが、「スター・サーチ」でデヴィッド・アーチュレッタが、「カナディアンアイドル」でクレイグ・シャープが、「Operación Triunfo」でロリーナ・ゴメスなどがこの歌を歌った。またポーランドの歌手エディータはこの曲のポーランド語バージョン「List」を歌った。ラスベガスで4年にわたり週5夜連続公演されたディオンのステージ「A New Day...」で「アイ・サレンダー」はステージの見せ場の一つともなった。
2008年1月29日にアルバム『ア・ニュー・デイ・ハズ・カム』はレガシー・レコーディングスからレガシーエディションとして再リリースされ、オリジナルCDに加え、アルバム全シングルのミュージックビデオやそのメイキングなどが収録されたボーナスDVDが付属した2枚組みとなった。

## 収録曲
1. 「アイム・アライヴ」(Kristian Lundin, Andreas Carlsson) – 3:30
2. 「ライト・イン・フロント・オブ・ユー」(Steve Morales, Sheppard Solomon, Kara DioGuardi, David Siegel) – 4:13
3. 「ハヴ・ユー・エヴァー・ビーン・イン・ラヴ」(Anders Bagge, Peer Astrom, Tom Nichols, Daryl Hall, Laila Bagge) – 4:08
4. 「レイン、タックス（イッツ・イネヴィタブル）」(Terry Britten, Charlie Dore) – 3:25
5. 「ア・ニュー・デイ・ハズ・カム」(ラジオ・リミックス) (Aldo Nova, Stephan Moccio) – 4:23
6. 「テン・デイズ」(Nova, Maxime Le Forestier, Gérald De Palmas) – 3:37
7. 「グッドバイズ（ザ・サッデスト・ワード）」(Robert Lange) – 5:19
8. 「プレイヤー」(Corey Hart) – 5:34
9. 「アイ・サレンダー」(Louis Biancaniello, Sam Watters) – 4:47
10. 「アット・ラスト」(Mack Gordon, Harry Warren) – 4:39
11. 「スーパー・ラヴ」(Guy Roche, Shelly Peiken) – 4:16 (2002年アジア/オーストラリア/ヨーロッパ版ボーナストラック、2008年日本版ボーナストラック)
12. 「ソーリー・フォー・ラヴ」(DioGuardi, Bagge, Astrom, Arnthor Birgisson) – 4:10
13. 「アウン・エクシステ・アモール」(Richard Cocciante, Ignacio Ballesteros-Diaz) – 3:52
14. 「ザ・グレイテスト・リウォード」(Pascal Obispo, Carlsson, Jörgen Elofsson, Lionel Florence, Patrice Guirao) – 3:28
15. 「ホウェン・ザ・ロング・ワン・ラヴズ・ユー・ライト」(Martin Briley, Francis Gallucio, Marjorie Maye) – 3:48
16. 「ア・ニュー・デイ・ハズ・カム」(Nova, Moccio) – 5:43
17. 「ネイチャー・ボーイ」(eden ahbez) – 3:45

2002年DVD付特別限定版DVD
1. 「オール・ビコーズ・オブ・ユー」(DVD-Audio)(Burton Collins, Lisa Scott, Christi Dannemiller) – 3:30
2. 「クダ・ウダ・シュダ」(DVD-Audio)(Lundin, Carlsson) – 3:27
3. 「アイム・アライヴ」インターナショナルビデオバージョン(PV)(Dave Meyers) – 3:30
4. ラスベガスショー予告編(Scott Floyd Lochmus, Dave Platel) – 5:40

2008年レガシー・エディション ボーナスDVD
- PV集:

1. 「ア・ニュー・デイ・ハズ・カム」(Meyers) – 4:20
2. 「ハヴ・ユー・エヴァー・ビーン・イン・ラヴ」(Antti Jokinen) – 4:06
3. 「グッドバイズ（ザ・サッデスト・ワード）」(Chris Applebaum) – 4:33
4. 「アイム・アライヴ」(Meyers) – 3:30

- 特典映像:

1. アルバムメイキング(Lochmus) – 12:15
2. 「ア・ニュー・デイ・ハズ・カム」メイキング(Lochmus) – 3:03
3. 「ハヴ・ユー・エヴァー・ビーン・イン・ラヴ」スタジオ版(Lochmus) – 5:05
4. フォトギャラリー

## チャート成績
| チャート                                       | 最高位 | 認定                   | 販売枚数/流通枚数 |
| ---------------------------------------------- | ------ | ---------------------- | ----------------- |
| アルゼンチン・アルバムチャート                 | 1      | プラチナ               | 40,000            |
| オーストラリア・アルバムチャート               | 1      | 2x プラチナ            | 160,000           |
| オーストリア・アルバムチャート                 | 1      | プラチナ               | 40,000            |
| ベルギー フランデレン地域圏・アルバムチャート  | 2      | 2x プラチナ            | 100,000           |
| ベルギー ワロン地域圏・アルバムチャート        | 1      | 2x プラチナ            | 100,000           |
| ブラジル・アルバムチャート                     |        | ゴールド               | 50,000            |
| カナダ・アルバムチャート                       | 1      | 6x プラチナ            | 600,000           |
| チェコ共和国・アルバムチャート                 | 12     |                        |                   |
| デンマーク・アルバムチャート                   | 1      | 2x プラチナ            | 100,000           |
| オランダ・アルバムチャート                     | 1      | プラチナ1              | 215,000           |
| エストニア・アルバムチャート                   | 1      |                        |                   |
| ヨーロッパ・アルバムチャート                   | 1      | 3x プラチナ            | 3,000,000         |
| フィンランド・アルバムチャート                 | 1      | ゴールド2              | 35,000            |
| フランス・アルバムチャート                     | 1      | 3x プラチナ            | 900,000           |
| ドイツ・アルバムチャート                       | 2      | 3x ゴールド (プラチナ) | 450,000           |
| ギリシャ・アルバムチャート                     | 1      | プラチナ               | 55,000            |
| 香港・アルバムチャート                         |        | ゴールド               | 10,000            |
| ハンガリー・アルバムチャート                   | 2      | ゴールド               | 10,000            |
| アイルランド・アルバムチャート                 | 1      |                        |                   |
| イタリア・アルバムチャート                     | 1      | 2x プラチナ            | 270,000           |
| 日本・アルバムチャート                         | 15     | ゴールド               | 100,000           |
| メキシコ・アルバムチャート                     | 1      |                        |                   |
| ニュージーランド・アルバムチャート             | 1      | 2x プラチナ            | 30,000            |
| ノルウェー・アルバムチャート                   | 1      | プラチナ               | 50,000            |
| ポーランド・アルバムチャート                   | 2      | ゴールド               | 60,000            |
| ポルトガル・アルバムチャート                   | 2      | 3x プラチナ            | 120,000           |
| 南アフリカ・アルバムチャート                   | 1      |                        |                   |
| 韓国・アルバムチャート                         | 1      |                        | 80,0003           |
| スペイン・アルバムチャート                     | 4      | プラチナ               | 100,000           |
| スウェーデン・アルバムチャート                 | 1      | プラチナ               | 60,000            |
| スイス・アルバムチャート                       | 1      | 3x プラチナ            | 120,000           |
| 台湾・アルバムチャート                         | 1      | 4x プラチナ            | 120,000           |
| イギリス・アルバムチャート                     | 1      | プラチナ               | 500,000           |
| アメリカビルボード200                          | 1      | 3x プラチナ            | 3,280,000         |
| アメリカビルボードトップインターネットアルバム | 1      | 3x プラチナ            | 3,280,000         |

1認定されていれば2xプラチナ相当 (160,000)

2認定されていればプラチナ相当 (30,000)

3認定されていれば2xプラチナ相当 (60,000)
| 先代 コンピレーション『Now 9』        | ビルボード200第1位 2002年4月13日 - 2002年4月19日                                                                           | 次代 アシャンティ『Ashanti』       |
| 先代 ニッケルバック『Silver Side Up』 | イギリス第1位アルバム 2002年4月6日 – 2002年5月3日                                                                          | 次代 ブルー『All Rise』            |
| 先代 ジョージ『Polyserena』           | オーストラリアARIA Chartsアルバム部門 2002年年間第1位 2002年4月1日 – 4月7日 2002年4月15日 – 5月5日 2002年5月13日 – 5月19日 | 次代 シルヴァーチェアー『Diorama』 |

## 受賞
| 年     | 音楽賞                             | 賞                                                               |
| ------ | ---------------------------------- | ---------------------------------------------------------------- |
| 2002年 | フェリクス・アワード               | Most Successful Québécois Artist in a Language Other Than French |
| 2003年 | アメリカン・ミュージック・アワード | Favorite Artist – Adult Contemporary                             |
| 2003年 | ドラゴン・アワード                 | Female Artist of the Year – International                        |
| 2003年 | アリオン・ミュージック・アワード   | Best Sales, International Album for A New Day Has Come           |

## 発売日
| 地域           | 日付           | レーベル   | 規格   | カタログ     |
| -------------- | -------------- | ---------- | ------ | ------------ |
| オーストラリア | 2002年3月22日  | エピック   | CD     | 5062262      |
| ヨーロッパ     | 2002年3月25日  | コロムビア | CD     | 5062262      |
| 北アメリカ     | 2002年3月26日  | エピック   | CD     | 86400        |
| 韓国           | 2002年3月26日  | エピック   | CD     | CPK-2633     |
| 日本           | 2002年3月30日  | エピック   | CD     | EICP-55      |
| ヨーロッパ     | 2002年11月18日 | コロムビア | CD/DVD | 5062265      |
| 北アメリカ     | 2002年11月19日 | エピック   | CD/DVD | 5062265      |
| オーストラリア | 2002年11月22日 | エピック   | CD/DVD | 5062265      |
| 韓国           | 2002年12月6日  | コロムビア | CD/DVD | CPK-2837     |
| 北アメリカ     | 2008年1月29日  | コロムビア | CD/DVD | 88697226662  |
| 日本           | 2008年2月27日  | エピック   | CD/DVD | EICP-929/930 |
| オーストラリア | 2008年4月19日  | エピック   | CD/DVD | 88697226662  |
| ヨーロッパ     | 2008年5月16日  | コロムビア | CD/DVD | 88697226662  |